# Campos de refugiados saarauís
Os campos de refugiados saarauís (em árabe: مخيمات اللاجئين الصحراويين; em castelhano:  Campamentos de refugiados saharauis), também conhecidos como campos de Tindouf, são um conjunto de campos de refugiados criados na província de Tindouf, na Argélia, em 1975-76 para refugiados saarauís que fugiam das forças marroquinas, que avançaram pelo Saara Ocidental durante a Guerra do Saara Ocidental. Com a maioria dos refugiados originais ainda a viver nos campos, a situação está entre as mais prolongadas do mundo.

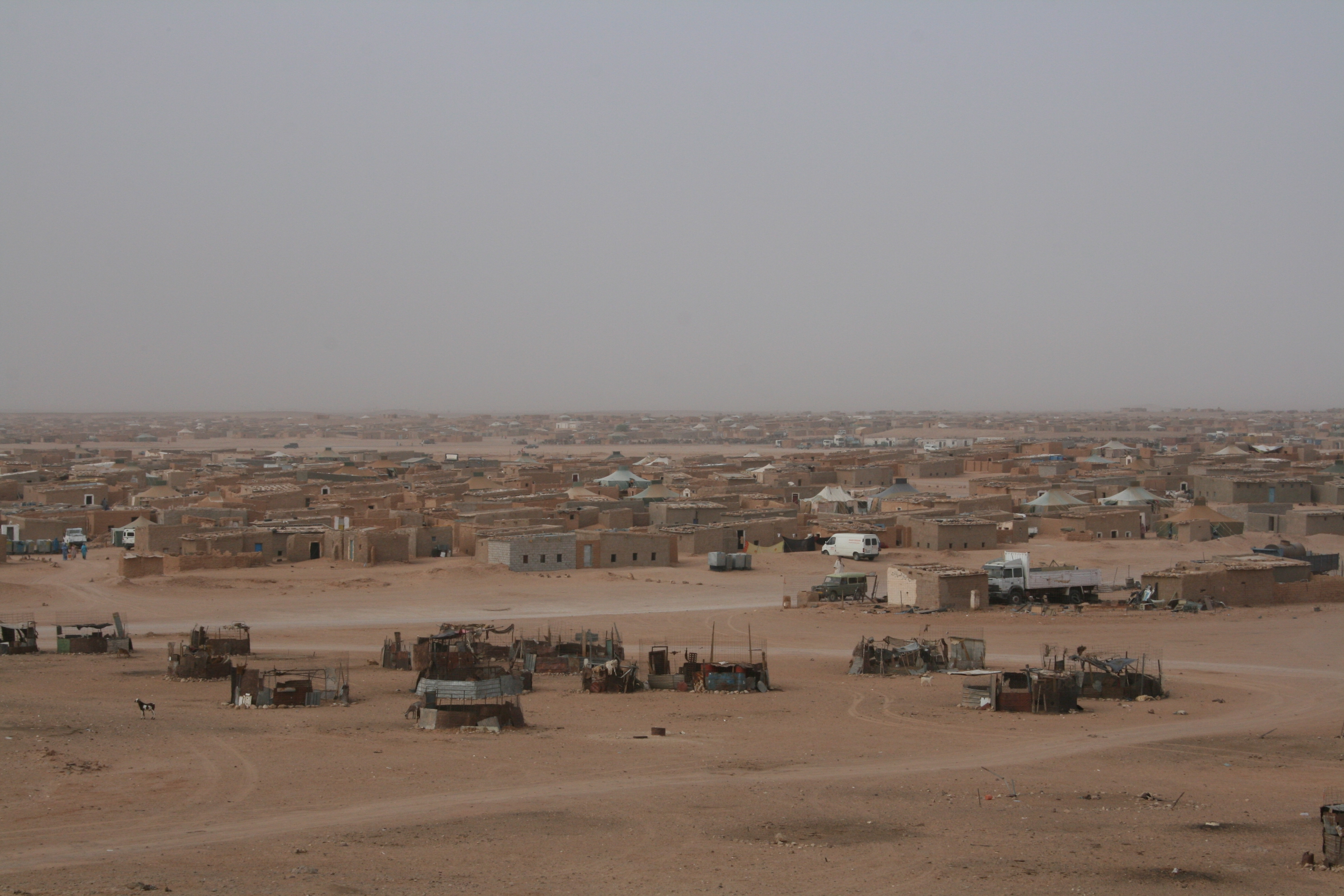
Campo de refugiados em Tindouf.

As oportunidades limitadas de autossuficiência no ambiente hostil do deserto forçaram os refugiados a depender da assistência humanitária internacional para sua sobrevivência. No entanto, os campos de Tindouf diferem da maioria dos campos de refugiados no nível de auto-organização. A maioria dos assuntos e da organização da vida no campo são administrados pelos próprios refugiados, com pouca interferência externa.
Os campos são divididos em cinco vilaietes (distritos) com nomes de cidades no Saara Ocidental; El Aaiun, Awserd, Smara, Dakhla e mais recentemente Cabo Bojador (ou a daira de Bojador). Além disso, há um campo satélite menor conhecido como "27 de fevereiro", em torno de um internato para mulheres, e um campo administrativo chamado Rabouni. Os acampamentos estão espalhados por uma área bastante grande. Enquanto Laayoune, Smara, Awserd, 27 de fevereiro e Rabouni ficam todos a uma hora de carro da cidade argelina de Tindouf, o campo de Dakhla fica 170 km a sudeste. Os campos também são a sede da 6ª região militar da República Árabe Saarauí Democrática.